# Rory Gallagher
William Rory Gallagher (Ballyshannon, 2 marzo 1948 – Londra, 14 giugno 1995) è stato un chitarrista e cantante irlandese.

## Biografia

### I primi anni e i Taste
Rory Gallagher iniziò a suonare la chitarra all'età di nove anni, fortemente influenzato da noti bluesman come Muddy Waters e Leadbelly, nonché da musicisti folk come Woody Guthrie. Nella seconda metà degli anni Sessanta, Gallagher si trasferì a Londra, dove fondò il gruppo Taste, insieme al bassista Eric Kitteringham e al batterista Norman Damery, entrambi ex membri degli Axels. Con questa formazione, Gallagher registrò del materiale che fu successivamente pubblicato nell'album Tattoo. In seguito, la composizione del gruppo cambiò con l'ingresso di Richard McCraken al basso e John Wilson alla batteria. Con questa nuova formazione, Gallagher incise tre album in studio e due album dal vivo, tra cui una notevole performance al Festival dell'Isola di Wight. I Taste, caratterizzati da un hard blues potente e grezzo, simile a quello di altri grandi trii dell'epoca come i Jimi Hendrix Experience e i Cream, ottennero un notevole successo; un esempio emblematico di questo stile è la reinterpretazione di Sugar Mama nell'album Taste.
L'album On the Boards rappresentò un ulteriore miglioramento rispetto al lavoro precedente e contribuì a consolidare la reputazione di Gallagher come chitarrista di talento, oltre a evidenziare le sue abilità come cantante, sassofonista, armonicista e compositore dal carattere distintivo.
Nel 1970, i Taste si sciolsero per volontà di Gallagher, che intendeva avviare quella che sarebbe poi diventata una brillante carriera solista. In seguito, McCraken e Wilson formarono il gruppo Stud. McCraken proseguì con successo come musicista di supporto, collaborando con artisti come Kevin Ayers e Medicine Head, mentre Wilson si ritirò progressivamente dalla scena musicale.

### La carriera solista
Gallagher ingaggiò quindi il bassista Gerry Mc Avoy e il batterista Wilger Campbell ad affiancarlo, ed esordì con un buon album omonimo nel 1971, contenente Sinnerboy, proseguendo poi con Deuce, contenente alcuni classici come I'm Not Awake Yet, Used to Be, Don't Know Where I'm Going e soprattutto Crest of a Wave.
Dopo un album dal vivo nel 1972, nel 1973 fu pubblicato Blueprint, album di buon successo nel quale figurano anche i nuovi musicisti Lou Martin alle tastiere e Rod De'Ath alla batteria.
Nello stesso anno uscì anche Tattoo, altro album di buon successo, nel quale la band si dilettò a sperimentare diversi stili, con eccellenti risultati. L'album presenta canzoni a sfondo R'n'B tinto di jazz (come They Don't Make Them Like You Anymore), funk (Livin' Like a Trucker), oltre a pezzi acustici (20:20 Vision, Who's That Coming), ma anche heavy (la famosa Cradle Rock) e ad alcuni capolavori come Tatoo'd Lady e A Million Miles Away.

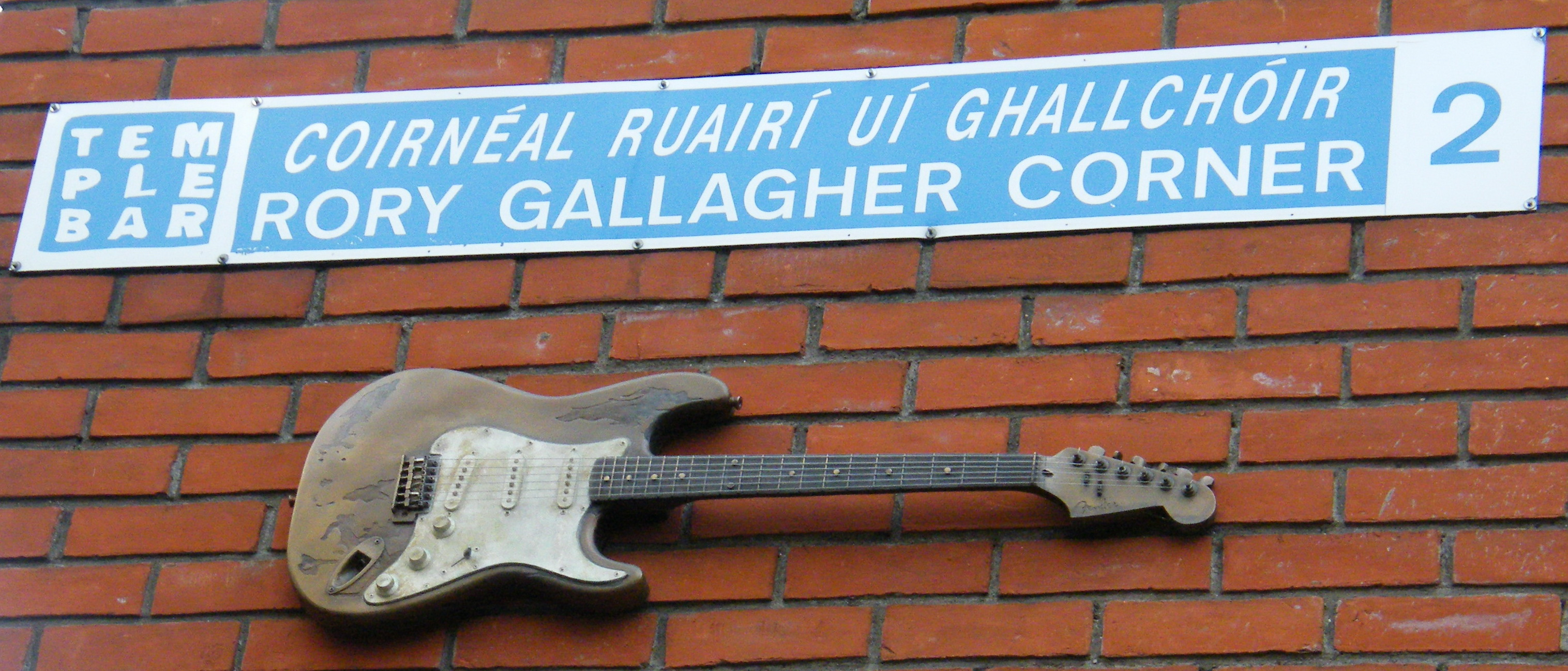
Il Rory Gallagher Corner nel quartiere di Temple Bar a Dublino (Irlanda)

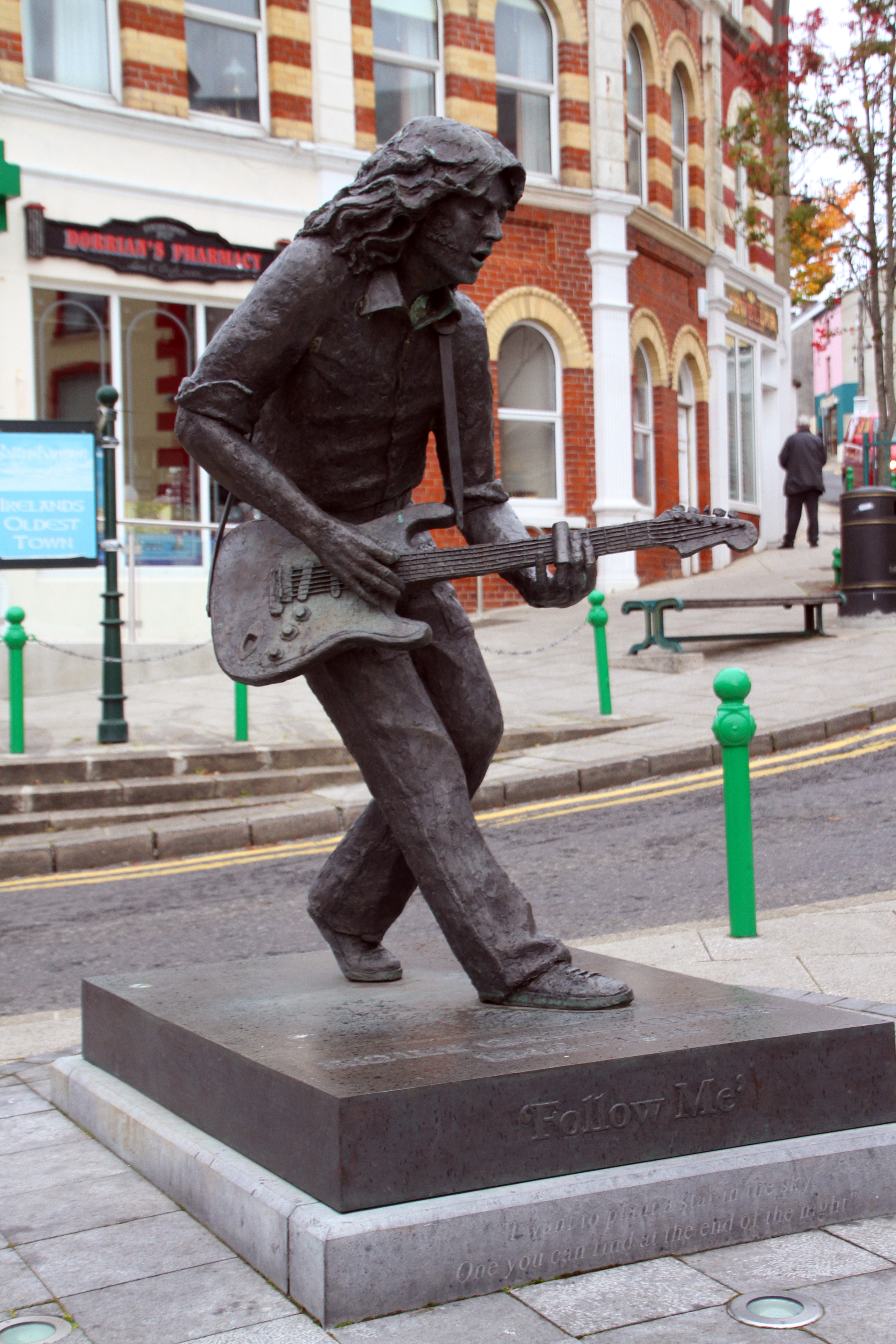
Memoriale di Rory Gallagher nel suo luogo di nascita Ballyshannon

Nel 1974 venne pubblicato un altro album live, Irish Tour, giudicato quasi all'unanimità come il suo capolavoro.
Nel 1975 uscì Against the Grain, un album nel quale l'hard rock è inframezzato da alcuni splendidi pezzi acustici, tra cui la rilettura di Out on the Western Plain.
Nel 1976 incise Calling Card. Questo disco si contraddistingue per essere uno degli album più eterogenei di Rory Gallagher, nel quale sfiora persino il jazz e, grazie all'amicizia con Roger Glover, arriva a sperimentare anche un sound simile a quello dei Deep Purple nella canzone Moonchild.
Dopo la pubblicazione del succitato album lasciarono la band Lou Martin e De'Ath, costringendo Gallagher a continuare con il solo batterista Ted McKenna.
Nel 1978 giunse quindi Photo-Finish, album che spazia tra molti generi e che sforna ottime canzoni come Shadow Play, Overnight Bag, Cruise On Out e Shin Kicker, tutte di carattere prevalentemente hard rock, pur essendo influenzate da altri generi: Cruise On Out contiene evidenti riferimenti al rock'n'roll. Fuel to the Fire, inoltre, ricorda molto A Million Miles Away.
Top Priority (1979) continua il discorso hard rock, così come il live Stagestruck.
Jinx, del 1982, è un buon album, per il quale si aggiungono due nuovi elementi quali Dick Parry, sassofonista che ha contribuito anche a The Dark Side of the Moon dei Pink Floyd, e Brinsley Schwarz alle tastiere: tuttavia il sound, anche a causa della nascita del nuovo rock elettronico, risultò un po' obsoleto e Gallagher decise di cercare di dare il meglio sul palco, dove ripropose il meglio del suo repertorio, riprendendo anche le canzoni dei Taste.
Dopo ben cinque anni Gallagher tornò in studio per incidere Defender, che evidenzia un forte ritorno al blues, così come l'album seguente, Fresh Evidence.

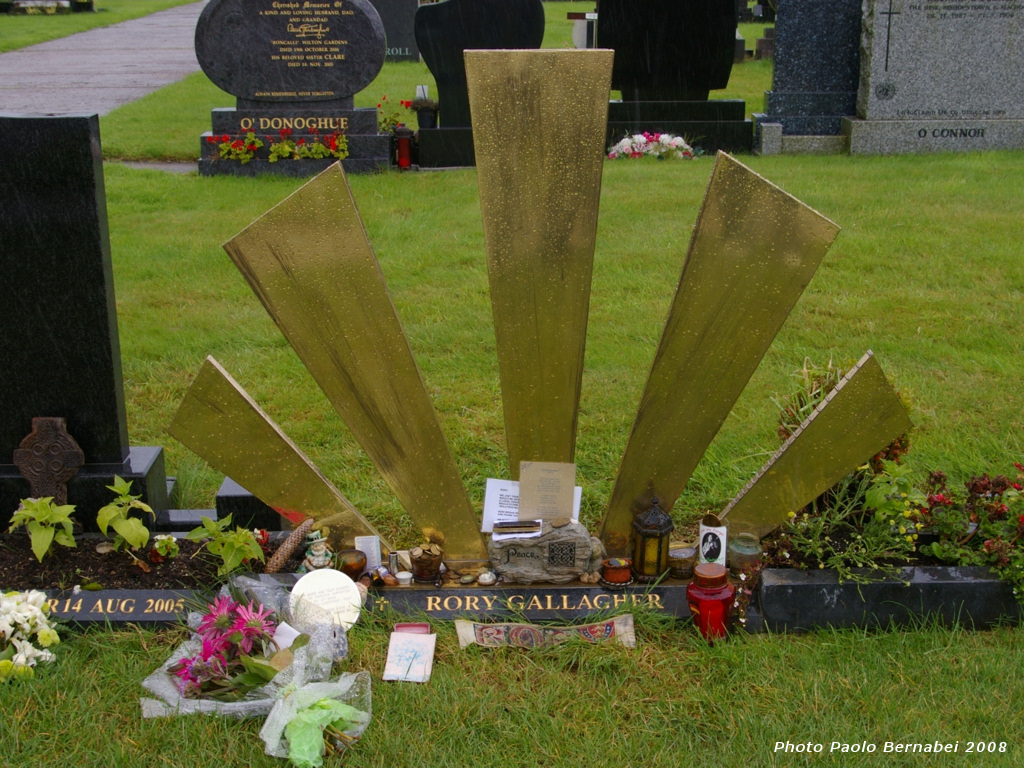
La tomba di Rory Gallagher presso il Saint Oliver's Cemetery in Model Farm Road a Cork (Irlanda)

### La morte e gli album postumi
Nel 1994, la dipendenza dagli alcolici lo costrinse a subire un trapianto di fegato che non ebbe però un buon esito. Rory Gallagher morì il 14 giugno 1995 all'età di 47 anni in seguito a complicazioni dovute all'intervento. Il giorno della sua morte tutte le televisioni irlandesi interruppero i programmi, persino la BBC. I suoi funerali vennero trasmessi in diretta nazionale.
Nel 1996 fu pubblicato il primo album postumo, Blue Days for the Blues. Altre pubblicazioni postume sono BBC Sessions, che contiene registrazioni inedite sia dal vivo che in studio, e Wheels Within Wheels, pieno di outtakes e brani acustici eseguiti assieme a numerosi ospiti.

## Discografia

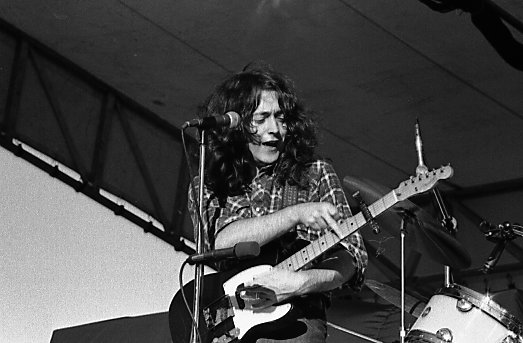
Gallagher al Blues Festival di Toronto (1977)

### Taste

#### Album in studio
- 1969 – Taste
- 1970 – On the Boards
- 1971 – Taste First (registrazioni del 1967)

#### Album dal vivo
- 1971 – Live Taste
- 1972 – Live at Isle of Wight

#### Raccolte
- 1994 – The Best of Taste

### Solista

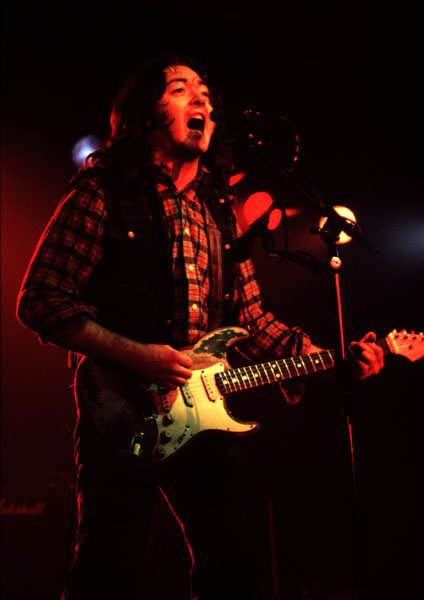
Gallagher in concerto (1980 ca.)

#### Album in studio
- 1971 – Rory Gallagher
- 1971 – Deuce
- 1973 – Blueprint
- 1973 – Tattoo
- 1974 - In The Beginning
- 1975 – Against the Grain
- 1976 – Calling Card
- 1978 – Photo-Finish
- 1979 – Top Priority
- 1982 – Jinx
- 1987 – Defender
- 1990 – Fresh Evidence
- 2011 – Notes from San Francisco (unreleased studio album recorded on 1978 + unreleased live album from a San Francisco show on 1979)

#### Album dal vivo
- 1972 – Live in Europe
- 1974 – Irish Tour
- 1980 – Stage Struck
- 1991 – Live in Europe/Stage Struck
- 1999 – BBC Sessions
- 2001 – Let's Go to Work (box contenente Live in Europe, Irish Tour, Stage Struck e Meeting with the G-Man)
- 2003 – Meeting with the G-Man (versione con 6 tracce extra)
- 2006 – Live at Montreux
- 2015 - Irishman In New York (Live,Sept.1979)
- 2018 – The French Connection (edizione limitata solo in vinile)
- 2020 – Check shirt wizard - Live '77
- 2022 - Live  in San Diego '74
- 2023 - All Around Man - Live In London 1990

#### Raccolte
- 1974 – The Story So Far
- 1975 – Sinner & Saint
- 1976 – The Best Years
- 1992 – Etched in Blue
- 1996 – Blue Day for the Blues
- 2003 – Wheels Within Wheels
- 2005 – Big Guns: The Very Best of Rory Gallagher
- 2008 – The Essential
- 2019 – Blues
- 2020 - The Best Of